# Slava (1903)
Slava (en ruso: Слава, lit. 'Gloria') fue un acorazado pre-dreadnought de la Armada Imperial Rusa, el último de los cinco acorazados de la clase Borodino. Completado demasiado tarde para participar en la Batalla de Tsushima durante la Guerra Ruso-Japonesa de 1904-1905, sobrevivió mientras todos sus barcos gemelos fueron hundidos durante esa batalla o se rindieron a la Armada Imperial Japonesa.

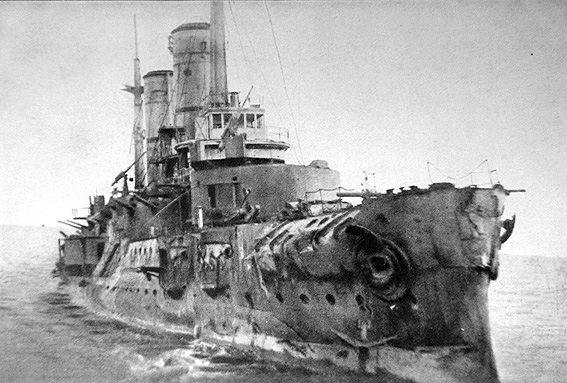
El Slava hundiéndose tras la batalla.

Sirviendo en el Mar Báltico durante la Primera Guerra Mundial, el Slava fue el barco más grande del escuadrón ruso del Golfo de Riga que luchó contra la Hochseeflotte alemana en la Batalla del Golfo de Riga en agosto de 1915. Bombardeó repetidamente posiciones y tropas alemanas para el resto de 1915 y durante 1916. Durante la Batalla de Muhu en 1917, el Slava fue gravemente dañado por el acorazado alemán SMS König, aumentando significativamente su calado. El canal poco profundo hizo imposible escapar y fue hundido en el estrecho de Moon Sound entre la isla de Muhu (Luna) y el continente para bloquear el paso. Los estonios lo desguazaron durante la década de 1930.